# Гудович Кирило Іванович
Кири́ло Іва́нович Гудо́вич (рос. Кирилл Иванович Гудович; нар. 18 (29) червня 1777 пом. 4 (16) грудня 1856) — граф (05.04.1797), генерал-майор (03.03.1800), з 1833 — у відставці. Син генерал-фельдмаршала Івана Гудовича та його дружини імператорської фрейліни графині Прасковії Розумовської, внук останнього українського лівобережного гетьмана Кирила Розумовського, на честь якого й був названий.

## Біографія

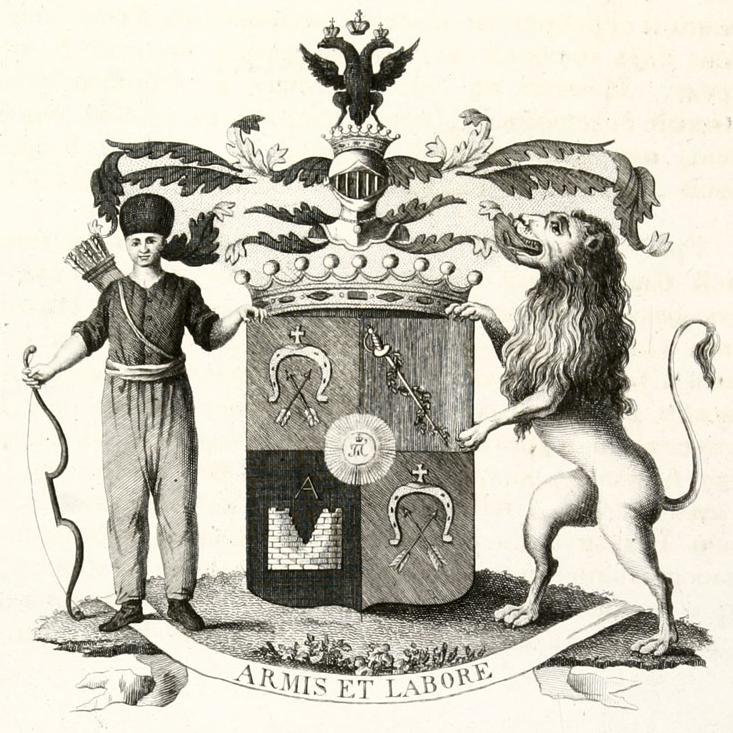
Герб графів Гудовичів

Був прапорщиком Катеринославського піхотного полку (1782), підполковником кірасирського графа Салтикова полку (1798). 1833 року — генерал-майор у відставці.
Був поміщиком Проскурівського повіту Подільської губернії, де йому належали чотири приміські села — Лезневе (Глезнів) та Заріччя (обидва нині у складі Хмельницького), Іванківці (Іванківці-Олешинські) та Олешин (обидва нині входять до Хмельницького району). Ці села колишнього Проскурівського староства наприкінці XVIII століття російська імператриця Катерина II подарувала батькові Кирила Івановича. Володів також селами у Суразькому повіті Чернігівської губернії та містечком Сорочинці (нині село Великі Сорочинці) Миргородського повіту Полтавської губернії.
Одружився із княжною Варварою Яківною Голіциною (народилася 24 вересня (5 жовтня) 1786 року, померла 23 січня (4 лютого) 1857 року, похована на Ваганьковському цвинтарі в Москві).
Гудовичі мали двох синів — Андрія (нар. 19.03.1816) та Василя (1817 † 1892), що служив поручиком, та трьох доньок — Прасковію (22.12.1813 † 1877) —дружину полковника Кавалергардського полку Олександра Івановича Пестеля (нар. 1801), Наталію (01.12.1814 † 28.06.1883) —дружину полковника Никанора Євстратовича Куликовського (їх внук М. О. Куликовський був одружений з великою княжною Ольгою Олександрівною, донькою імператора Олександра ІІІ) та Варвару (нар. 1823) —дружину князя Баратова.
Кирило Гудович помер 4(16) грудня 1856 року. Його поховали в Московському Новодівочому монастирі.